# Mentissa
Mentissa (Denderleeuw, Belgium, 1999. április 4. −) belga popénekesnő, dalszerző. 2021-ben a The Voice 10. évadának döntőse volt. Az „Et Bam” című dal − amelyet Vianney neki írt − lendítette fel a karrierjét. Első albuma, a „La Vingtaine” 2022. végefelé jelent meg. 2024-ben a The Voice Belgium 11. évadának zsűritagja lett.

## Pályafutása
Mentissa Aziza 1999-ben született Denderleeuw-ban. Először akkor a tánc vonzotta; mazsorett felvonulásos is részt vett. Tizenkétévesen a Glee – Sztárok leszünk! című sorozat felébresztette benne az éneklési vágyat. 2014-ben csatlakozott a „The Voice Kids” szereplőgárdájához Belgiumban (Flandria). Ez az első részvétele egy televíziós műsorban. Október 24-én megnyerte a vetélkedőt. 2019-ben először próbált szerencsét a „The Voice of Holland”-ban, majd 2020-ban Párizsba ment, és regisztrált a „The Voice” 10. évadára barátjával, Youssef Zakival − akit szintén kiválasztottak a vak-meghallgatáson.
A döntőre mentora, Vianney a döntőre megírta neki az „Et Bam” című dalt. 
2021. végén csatlakozott mentora kiadójához. Et Bam rádióadása indította el karrierjét. Első albuma 2022. végén jelent meg. Mentissa 2022. november 24-én, 25-én és 26-án Vianney konferálásával énekelt az Olimpiában. Első turnéjára pedig 2023 februárjában indult.
Mentissát Az NRJ Music Awards 2023-on az év franciául legszebben beszélő női művésznek választották.

## Albumok
- 2021: La Vingtaine

### Kislemezek
- 2022: Attendez-moi, Balance, Et Bam
- 2023: Et Bam

### Közös lemezek
- 2021: Vianney, km. Mentissa − Parce que c'est toi
- 2022: Molitor, km. Mentissa − Pardon
- 2022: Tarik, km. Mentissa − Ils rêvent
- 2023: Vianney, km. Mentissa − Tu me guéris
- 2023: Nuit Incolore, km. Mentissa − Paradoxe
- 2023: Ycare, km. Mentissa − Tombé

## Díjak
- 2020: „The Voice of France”
- 2023: NRJ Music Awards